# Incendie de l'église Abou Sifine de Gizeh
L'incendie de l'église Abou Sifine se produit le 14 août 2022 dans ce lieu de culte copte du quartier d'Embabeh à Gizeh, à la périphérie du Caire, en Égypte, lors des offices du dimanche où près de 5 000 fidèles sont rassemblés,,. 41 personnes sont tuées pendant l'incendie, dont au moins 18 enfants,,. Un des prêtres de l'église, Abdul Masih Bakhit, figure parmi les morts.

## Contexte
Les incendies d'origine électrique se produisent souvent en Égypte, où les normes de construction et d'inspection sont inadéquates et mal appliquées. Plusieurs incendies se sont produits dans les hôpitaux, dont un en 2020, tuant sept patients atteints de COVID-19. Un incendie à bord d'un train (en) qui s'est propagé dans les voitures a tué 370 personnes en 2002, et plus récemment un incendie dans une usine de confection à l'extérieur du Caire a tué 20 personnes en 2021.
L'église porte le nom de saint Mercure, connu en arabe sous le nom d'Abou Sifine, est l'une des plus grandes églises de Gizeh, la deuxième plus grande ville d'Égypte après le Caire voisin. La loi égyptienne réglemente strictement la construction dans les églises, exigeant historiquement un décret présidentiel pour obtenir un permis de construire. En raison de la difficulté à obtenir l'approbation des projets, la construction non autorisée est répandue, souvent sans respecter les règles de sécurité incendie. Saint-Mercure est d'abord convertie en église sans permis, bien qu'elle soit rétroactivement légalisée.

## Incendie
Le ministère de l'Intérieur déclare que l'incendie est causé par une unité de climatisation défectueuse au deuxième étage de l'église. Selon le ministère de la Santé (en), la plupart des décès sont dus à l'inhalation de fumée ou au piétinement lors de la bousculade pour s'échapper du bâtiment.
L'église abrite une crèche et les services de sécurité ont signalé que la plupart des personnes tuées étaient des enfants.
Les dossiers d'un hôpital local ont montré que 20 corps ont été reçus, dont 10 enfants, tandis qu'un autre hôpital local a reçu 21 corps. Le prêtre d'une église voisine déclare que des enfants ont été emmenés aux étages supérieurs pour échapper à l'incendie au lieu d'être évacués. Des témoins oculaires ont rapporté que des personnes ont tenté de se mettre en sécurité depuis les étages supérieurs pour échapper à l'incendie. Les passants se seraient précipités dans l'église pour aider à évacuer ceux qui étaient piégés jusqu'à ce que l'intensité du feu et la fumée deviennent trop écrasantes.
Le nombre de morts dans l'incendie est parmi les pires de l'histoire récente de l'Égypte, et le plus haut procureur du pays a ordonné une enquête sur l'incendie. Les proches des personnes piégées dans l'église ont déclaré que les ambulanciers paramédicaux et les pompiers étaient lents à atteindre le site, un témoin interrogé par Al Jazeera affirmant qu'il a fallu deux heures pour qu'un camion de pompiers arrive, tandis que le ministère de la Santé a déclaré que le premier camion de pompiers est arrivé deux minutes après la réception des premiers rapports d'incendie. Des témoins oculaires ont rapporté que le feu a commencé à 8 h et a duré deux heures.
Alors que les coptes égyptiens sont victimes de discrimination, d'attaques et de violences religieuses, les autorités ecclésiastiques et les agences de l'État égyptien pensent que l'incendie est accidentel.

## Réactions
Le président Abdel Fattah al-Sissi a publié une déclaration exprimant ses regrets, disant : « J'offre mes sincères condoléances aux familles des victimes innocentes qui sont décédées pour être avec leur Seigneur dans l'un de ses lieux de culte ». Le Premier ministre Moustafa Madbouli a annoncé que la famille de chaque personne décédée recevrait 100 000 livres en compensation, tandis que les blessés recevraient jusqu'à 20 000 livres, et le ministre de la Solidarité sociale a en outre annoncé que la mosquée al-Azhar et d'autres groupes de la société civile offrirait 50 000 livres supplémentaires aux victimes et à leurs familles.